# Соломіцький Олексій Лукич
Олексі́й Луки́ч Соломі́цький (20 березня 1929, Кримка — 28 серпня 2021, Черкаси) — український поет, прозаїк.

## Життєпис
Народився 20 березня 1929 року в селі Кримка, нині у складі Кам'яномостівської селищної громади Первомайського району Миколаївської області.
Після десятирічної школи закінчив Балашовське військове училище льотчиків-бомбардувальників далекої дії. У 1954 році за станом здоров'я звільнений в запас.
Після закінчення Одеського державного університету працював учителем, літературним працівником газети «Одеський політехнік», інспектором шкіл Черкаського обласного відділу науки та освіти, вихователем в гуртожитках кооперативного та фінансово-економічного технікумів, завідувачем відділення Черкаського фінансово-економічного технікуму.
Мешкав у Черкасах, але у свій час вчителював у Головківці. Мав у селі хату, де проживав влітку. Майже всі твори написані в Головківці та на сюжети з життя її мешканців.

## Літературна діяльність
Автор добірки оповідань та гуморесок, включених до збірки «Вітрила наших мрій», книжок «Жменя сміху — дітям на потіху», «Таємниця старого кургану», «Пастка», «Страшна помста», «Смішинки для Максима та Маринки», «Шлях у безсмертя», «За трьома зайцями» та багатьох публікацій у республіканській, обласній та місцевій періодичній пресі.
У 2009 році видавництво «Брама-Україна» опублікувало його роман «Холодноярські соколята». Олексій Лукич присвятив цей роман: «Борцям за національне визволення України від московсько-більшовицьких окупантів у буремні роки громадянської війни».
Член літературно-мистецького об'єднання імені Василя Симоненка.